# Бернард "Бенні" Барген
Бернард "Бенні" Барген (10 грудня 1901 — 14 листопада 1972) — українсько-американський винахідник і професор економіки в Бетельському коледжі (Канзас).
Барген був інфікований поліомієлітом в дитинстві, і до кінця життя його ноги були переважно паралізовані.
Меноніт-пацифіст, Барген навмисно тримав свої доходи на низькому рівні, щоб не платити прибутковий податок, який призначався на військові витрати. Пізніше він приєднався до руху опору військовим податкам "Миротворці" (Peacemakers), що виник у 1948 році.
Певний час Барген був пов'язаний зі Спільнотою Брудергофа у Вудкресті. Наприкінці життя Барген повернувся до Спільноти Брудергофа у Нью-Медоу Ран у Фармінгтоні, штат Пенсильванія.